# Cladocroce ventilabrum
Cladocroce ventilabrum är en svampdjursart som först beskrevs av Robert Fredric Fredrik Fristedt 1887.  Cladocroce ventilabrum ingår i släktet Cladocroce och familjen Chalinidae.
Artens utbredningsområde är Grönland. Inga underarter finns listade i Catalogue of Life.